# طارق رحمان
طارق رحمان (زاده ۴ فوریه ۱۹۴۹) دانشور، ستون‌نویس و نویسنده پاکستانی است.
او ساکن لاهور است و کتاب‌ها و نشریات بسیاری در زمینه زبان‌شناسی را داراست. وی چندین جایزه ملی و بین‌المللی برای قدردانی از تحقیقات و کارهای علمی خود دریافت کرده‌است.